# Roxofrei
Roxofrei es un lugar español del municipio de Samos, perteneciente a la provincia de Lugo, en la comunidad autónoma de Galicia.

## Toponimia
El nombre del lugar puede encontrarse referido con las grafías Rojofrei y Roxofrei.

## Historia
A mediados del siglo XIX el lugar, ya por entonces perteneciente a la parroquia de Loureiro y al ayuntamiento de Samos, tenía contabilizada una población de 5 habitantes. Aparece descrito en el decimotercer volumen del Diccionario geográfico-estadístico-histórico de España y sus posesiones de Ultramar de Pascual Madoz de la siguiente manera:

ROJOFREI: l. en la prov. de Lugo, ayunt. de Samos y felig. de Sta. Maria de Loureiro (V.). pobl.: 4 vec., 20 almas.
(Madoz, 1849, p. 545)

En 2022 la entidad singular de población tenía empadronados 5 habitantes.